# Campia
Campia é uma povoação freguesia portuguesa sede da Freguesia de Campia do Município de Vouzela, freguesia com 39,27 km² de área e 1434 habitantes (censo de 2021), tendo, por isso, uma densidade populacional de 36,5 hab./km².
É uma das doze das freguesias que constituem o Município de Vouzela. Fica a cerca de 15 km da sede do município sendo composta pelos seguintes lugares: Adside, Albitelhe (antes Alvitelhe), Cambarinho, Campia, Cercosa, Crasto, Fiais, Lousa, Malhadouro, Rebordinho, Seixa, Selores e Vales.

## Demografia
No ano de 1864 pertencia ao concelho de Oliveira de Frades, tendo passado a pertencer ao atual concelho (atual município) por decreto de 2 de novembro de 1871.
A população registada nos censos foi:
| Distribuição da População por Grupos Etários | Distribuição da População por Grupos Etários | Distribuição da População por Grupos Etários | Distribuição da População por Grupos Etários | Distribuição da População por Grupos Etários |
| -------------------------------------------- | -------------------------------------------- | -------------------------------------------- | -------------------------------------------- | -------------------------------------------- |
| Ano                                          | 0-14 Anos                                    | 15-24 Anos                                   | 25-64 Anos                                   | > 65 Anos                                    |
| 2001                                         | 260                                          | 253                                          | 789                                          | 354                                          |
| 2011                                         | 188                                          | 189                                          | 759                                          | 406                                          |
| 2021                                         | 140                                          | 128                                          | 733                                          | 433                                          |

## Património edificado
Na arquitetura civil várias casas senhoriais testemunham a existência de gente fidalga nestas terras. Nomeadamente no lugar de Rebordinho a Casa do Paço, que se encontra em completa degradação, como a maioria dos edifícios solarengos: pouco mais resta para além das paredes.
Para testemunhar a longevidade desta freguesia, ao lado da povoação do Crasto encontra-se um povoamento castrejo, o Castro do Cabeço do Couço, já classificado como imóvel de Interesse Público pelo IPPC.
A Igreja Paroquial de Campia, que existe desde tempos remotos, a determinada altura deve ter começado a ficar pequeno e inadequado, devido ao aumento da população e provavelmente também a maiores potencialidades económicas. Por estes motivos, vai então sofrer ampliações e transformações no decurso do século XVIII.
Entre 1750/57 foi edificada uma nova fachada e o corpo da igreja ampliado. Contudo a capela-mor só estaria completamente terminada em 1782 data em que foi passada licença para a sua bênção – altura em que a "capela-mor estava ladrilhada tinha tribuna e camarim pintados e dourados e teto em abobada". Este belo templo de nave única, com capela mor retangular, possui talha no retábulo mor, colaterais e púlpitos em estilo rococó. A fachada é barroca mas de cariz popular.
Para além da Igreja paroquial, encontram-se capelas espalhadas pelos diferentes lugares da freguesia e alminhas, que proliferam por todos os caminhos e encruzilhadas, de pedra talhada, encimadas por uma cruz, pedem: "A vós que ides passando, lembrai-vos de nós que estamos penando". São testemunhos de religiosidade popular que devem preservar.

## Património natural
- Reserva Botânica de Cambarinho

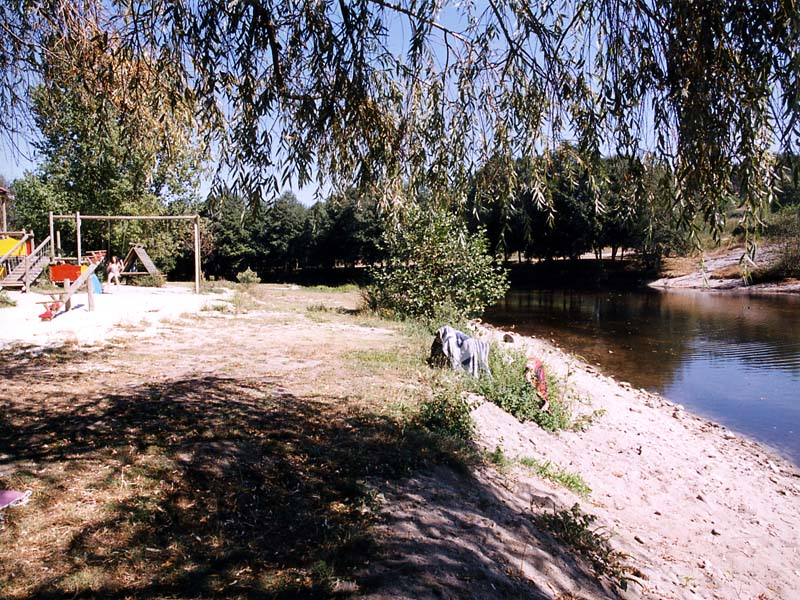
Praia Fluvial de Campia.

- A Praia Fluvial de Campia situa-se na margem esquerda e direita do rio Alfusqueiro entre as povoações de Campia e Cercosa. Possui um açude que proporciona um belo espelho de água. Tem muitas sombras e um tapete de relva onde as pessoas da região desfrutam dos seus tempos livres. É um local propício a acampamentos de juventude e à realização de convívios de grupos. As suas águas límpidas proporcionam um bom banho. O rio, desde que munido da respetiva licença, proporciona a pesca da truta, do barbo, da boga e do bordalo. Com um pouco de sorte poderá ainda encontrar-se ao longo das suas margens, a jusante, a lontra. Possui um bar de apoio, casas de banho, chuveiros, mesas e um parque infantil e um dos seus acessos poderá ser feito através da A25.

## Festas, feiras e romarias
- Festa de São Miguel, no dia 29 de Setembro
- Festa da Nossa Senhora de Fátima, no mês de Maio
- Festa de São João, no dia 24 de Junho
- Festa São Tiago, no dia 25 de Julho
- Festa de Santa Ana, no mês de Julho
- Festa de São Domingos, no mês de Agosto
- Festa da Nossa Senhora dos Milagres, no dia 15 de Agosto
- Feira mensal, numa 3ª feira do mês.

## Desenvolvimento económico
A freguesia de Campia viveu durante muitos anos de uma agricultura de subsistência em que predominava a cultura do milho, do feijão, da batata, da vinha americana, de alguma criação de gado bovino e caprino e produção de leite.
Atualmente com estes setores em crise, a mão-de-obra disponível deslocou-se para os setores secundário e terciário.
Em Campia pode-se encontrar algumas unidades de criação de aves. A pecuária ainda é uma atividade económica com alguma importância e que esteve na origem da criação do Parque de Leilão de Gado, realizado na terceira terça-feira de cada mês, que serve à região de Lafões.
Existem ainda neste setor pomares de produção de fruta biológica, e grandes manchas florestais (carvalhos, pinheiro bravo e eucalipto).
Quanto ao setor secundário a freguesia possui cerca de cem empresas espalhadas por toda a freguesia, nomeadamente ao nível da produção têxtil, transformação de rochas ornamentais, pedreiras, artefactos de cimento, construção civil e obras públicas, metalurgia, serralharia civil, transportes de mercadorias, reciclagem de plástico, transformação de papel, exploração de madeiras, produção de papel artesanal e uma mini-hídrica no rio Alfusqueiro, entre Campia e Cercosa. Estas indústrias absorvem cerca de 60% da população ativa. Para este desenvolvimento das indústrias teve um contributo decisivo a passagem da A25, que permitiu a instalação da Zona Industrial de Campia. Esta está equipada com uma ETAR.
No que diz respeito ao setor terciário, que ocupa 27% da população ativa, destacam-se alguns estabelecimentos comerciais, tais como: mini-mercados, drogaria, loja de informática, salão de cabeleireira, papelaria, serviços de táxi, oficinas de mecânica, empresas de instalação de eletricidade, canalizações e aquecimento, empresas de serviços florestais, viveiro de plantas florestais e ornamentais, empresa de reboques, empresa de limpezas domésticas e industriais e loja de abastecimentos agrícolas. Existem ainda alguns estabelecimentos de bebidas e restaurantes.

## Serviços públicos e equipamentos
A nível de serviços públicos, os habitantes da freguesia de Campia podem contar com um gabinete de contabilidade, a secção de bombeiros de Vouzela, um posto dos correios, uma extensão de saúde, uma farmácia, uma agência funerária, um gabinete de recolha de análises, um posto udométrico, um dentista e uma agência bancária com um posto de Multibanco.
No capítulo da acção social, contam com um lar de idosos edificado a pouco mais que 4 anos e uma creche.